# Conquesta austriacista de Menorca
La conquesta austriacista de Menorca fou un dels episodis de la Guerra de Successió Espanyola, consistent a la conquesta de l'illa de Menorca per part de tropes militars angleses.

## Antecedents
A Menorca, abassegada per la forta guarnició espanyola que ocupava l'illa, es produí l'aixecament austriacista de Menorca el 20 d'octubre de 1706. La lluita entre carlistes i filipistes durà tres mesos, fins que el gener de 1707, Felip V envià un batalló de reforç al governador Diego Leonardo Dávila procedent de Toló, que tornà a controlar l'illa el 12 de gener de 1707.

## La conquesta dels anglesos
Anglaterra no perdia de vista les seves ambicions d'instal·lar-se fermament a la Mediterrània, i James Stanhope va salpar de Barcelona amb 600 anglesos, 600 portuguesos i 500 espanyols, als quals es van sumar a Mallorca 300 soldats més comandats per Joan Miquel Saura Morell, i arribà a Maó el 13 de setembre de 1708, on John Leake feia una setmana que esperava reconeixent el terreny.
Les tropes van desembarcar a Alcalfar el 14 de setembre i van trigar uns quants dies a arribar al Castell de Sant Felip per la manca de camins, on la guarnició de mil soldats, comandada pel capità francès La Jonquière i Diego Leonardo Dávila, es va rendir per evitar una massacre entre les dones i els nens refugiats.

## Conseqüències
Menorca era per als britànics un punt estratègic de consideració i gràcies a sa seva ajuda estratègica amb homes i doblers a l'emperador Habsburg, es va fer amb Gibraltar, Menorca i concessions comercials a Amèrica, convertint el port de Maó en el principal port britànic al Mediterrani fins a la presa de Malta, i als britànics en senyors del Mediterrani.
L'illa va romandre en mans britàniques fins a l'any 1802 tot i puntuals dominis francès i espanyol, i durant aquest període, van construir torres de defensa, castells, el fort Marlborough, es va fer segur el port de Maó, la capital va passar de Ciutadella a Maó, i es va construir la primera carretera entre Maó i Ciutadella, el Camí d'en Kane.